# Západočeský krajský přebor 1975/1976
V soubojích Západočeského krajského přeboru 1975/1976 (jedna ze skupin 5. nejvyšší fotbalové soutěže) se utkalo 14 týmů dvoukolovým systémem podzim – jaro. Tento ročník skončil v červnu 1976. 

## Výsledná tabulka
Zdroj: 
| Poř. | Tým                        | Z  | V  | R | P  | VG | OG | B  |
| ---- | -------------------------- | -- | -- | - | -- | -- | -- | -- |
| 1.   | TJ Spartak Chodov          | 26 | 19 | 5 | 2  | 54 | 18 | 43 |
| 2.   | TJ Slavia Karlovy Vary „B“ | 26 | 15 | 7 | 4  | 59 | 28 | 37 |
| 3.   | TJ Baník Tlučná            | 26 | 17 | 2 | 7  | 50 | 33 | 36 |
| 4.   | VTJ Karlovy Vary           | 26 | 13 | 8 | 5  | 43 | 22 | 34 |
| 5.   | TJ UD Tachov               | 26 | 13 | 4 | 9  | 42 | 41 | 30 |
| 6.   | TJ Sokol Postřekov         | 26 | 11 | 4 | 11 | 45 | 42 | 26 |
| 7.   | TJ Slovan Plzeň-Karlov     | 26 | 10 | 4 | 12 | 46 | 40 | 24 |
| 8.   | TJ Sokol Blovice           | 26 | 10 | 4 | 12 | 40 | 40 | 24 |
| 9.   | SK Mariánské Lázně (S)     | 26 | 9  | 5 | 12 | 32 | 35 | 23 |
| 10.  | TJ Sušice (N)              | 26 | 8  | 7 | 11 | 28 | 38 | 23 |
| 11.  | TJ Lokomotiva Cheb         | 26 | 7  | 7 | 12 | 39 | 39 | 21 |
| 12.  | TJ Tesla Nýřany            | 26 | 6  | 8 | 12 | 33 | 50 | 20 |
| 13.  | TJ Baník Sokolov „B“ (N)   | 26 | 4  | 6 | 16 | 22 | 61 | 14 |
| 14.  | TJ Slavia Plzeň (N)        | 26 | 3  | 3 | 20 | 26 | 72 | 9  |

Poznámky:
- Z = Odehrané zápasy; V = Vítězství; R = Remízy; P = Prohry; VG = Vstřelené góly; OG = Obdržené góly; B = Body; (S) = Mužstvo sestoupivší z vyšší soutěže; (N) = Mužstvo postoupivší z nižší soutěže (nováček)

|  | Postup do Divize A 1976/1977             |
|  | Sestup do příslušné I. A třídy 1976/1977 |